# 張光初
張光初（？年—？年），湖廣武昌府江夏縣人，選貢出生，天啟年間任四川鄰水縣知縣。天啟初奢崇明之變，一聞警變，託覲徑去，被提回究問，勘明褫斥。